# Area contigua della Stura di Lanzo
L'area contigua della Stura di Lanzo  è un'area naturale protetta, più precisamente un'area contigua, situata allo sbocco delle Valli di Lanzo nella Città metropolitana di Torino, in Piemonte.
Coinvolge i comuni di Balangero, Cafasse, Lanzo Torinese, Mathi, Nole, Villanova Canavese ed è stata istituita sul territorio della ex-Zona di Salvaguardia della Stura di Lanzo.
La sua gestione è curata dall'Ente di gestione delle aree protette dei Parchi Reali ed è inclusa nel Sito di interesse comunitario e nella zona speciale di conservazione Stura di Lanzo (cod. IT1110014).

## Territorio
La sua istituzione è stata motivata da tre principali finalità, così elencate nella legge istitutiva:
- garantire il raccordo territoriale tra il Parco regionale La Mandria e l'Area attrezzata del Ponte del Diavolo mediante specifici strumenti di pianificazione a tutela del territorio;
- prevedere gli opportuni interventi di salvaguardia delle acque della Stura, al fine di migliorarne le condizioni idrobiologiche e di proteggerle da fattori inquinanti;
- consentire il regolare svolgimento dell'attività agricola.

La zona di salvaguardia tutela però anche la Foresta fossile, la principale emergenza geologica dell'area.

## Flora
Sulle rive della Stura sono presenti alcune delle poche porzioni residue del bosco planiziale che cresceva lungo il torrente prima che le modifiche dell'ambiente legate all'antropizzazione della zona ne limitassero moltissimo l'estensione.
Le varie zone umide che punteggiano l'area ospitano ecosistemi palustri diventati anch'essi piuttosto rari nei dintorni; tra le specie vegetali caratteristiche si possono ricordare quelle appartenenti ai generi Cyperus, Carex, Potamogeton e Typha.
Interessante anche la presenza di una felce molto rara in Piemonte, Matteuccia struthiopteris.

## Fauna
Il torrente ospita varie specie animali tra cui l'ormai molto raro gambero d'acqua dolce.
Nell'area sono state inoltre segnalate più di cento diverse specie di uccelli tra i quali rapaci come la poiana e il falco pescatore e uccelli acquatici quali l'oca selvatica e la folaga.

## Geologia

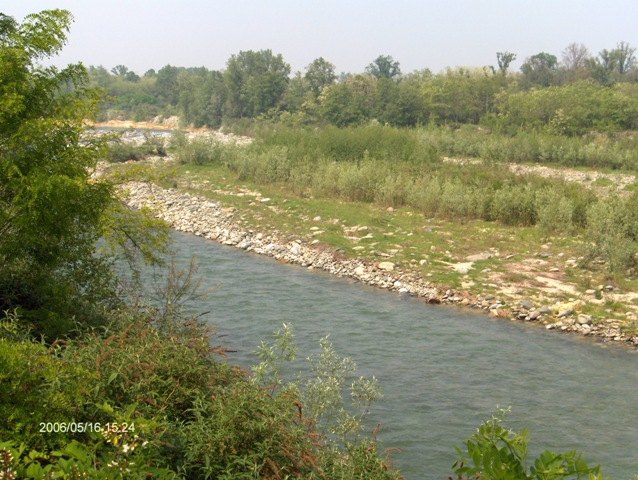
L'alveo della Stura di Lanzo

Durante il proprio tragitto la Stura costruisce e modifica il suo alveo, erodendo le rocce cristalline periferiche del Massiccio del Gran Paradiso, le rocce verdi della Zona Piemontese e le ofioliti del Massiccio Ultrabasico di Lanzo (Peridotiti, Serpentiniti, Gabbri).
Oltre lo sbocco vallivo, durante l'impetuosa corsa verso il Po, il torrente depone metri e metri di alluvioni grossolane: rocce e ciottoli di svariatissime dimensioni e tipologie, ghiaie, sabbie e lembi dei sottostanti limi. Questi materiali possono raggiungere uno spessore di 40/50 metri.
Negli anni le frequenti e violente piene a cui è soggetta la Stura di Lanzo, hanno operato, nel tratto in questione, una intensa erosione dei depositi torrentizi quaternari, portando allo scoperto ampi affioramenti di argille ricchi di resti vegetali "fossili", risalenti al Pliocene (circa 5 - 2 milioni di anni fa).
I depositi affioranti sono prevalentemente limoso-sabbiosi e hanno colore bruno - giallastro - rossiccio quando sono ossidati ("arrugginiti"), mentre appaiono grigio-verdastri laddove l'ossigeno non è arrivato ad alterarli. Nel primo caso si interpretano come riempimenti di antichi canali di deflusso di un corso d'acqua nei pressi dello sbocco nel golfo padano, nel secondo come i resti del paleosuolo sul quale cresceva la foresta.

## La foresta fossile

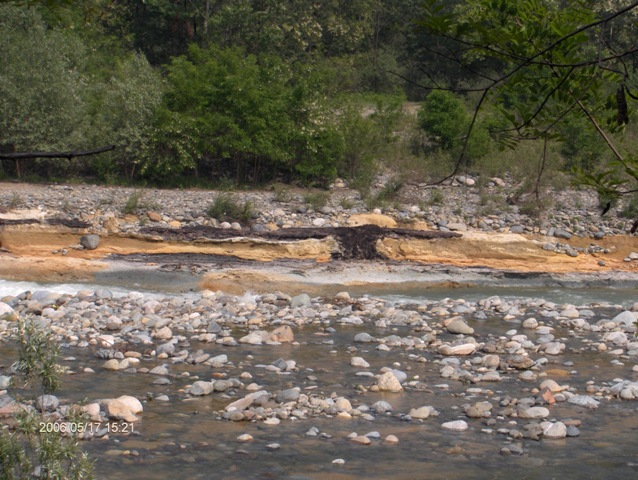
Strati di argilla, lignite e tufo nell'alveo della Stura

Una ricca e lussureggiante fascia verde pedemontana correva da Sud verso Nord allargandosi verso la pianura e in mezzo a quella distesa arborea si stagliavano i giganteschi alberi di Glyptostrobus, oggi scomparsi dai  boschi italiani.
La Stura non esisteva ancora come torrente a sé con un proprio alveo, ma al suo posto vi erano innumerevoli corsi d'acqua, piccoli e medi, che scorrevano tra gli alberi e gli arbusti delle foreste, formando laghetti e stagni e depositando sabbie, quando i rii erano meno tranquilli; argille e limi dove le correnti erano più calme come nei bacini lacustri.
Intanto, in seguito ad eventi accidentali o al normale susseguirsi dei cicli vitali, si avvicendavano le morti dei grandi alberi e degli arbusti di quei boschi, i quali prima o poi cadevano, in parte al suolo e in parte all'interno degli specchi d'acqua, dove, in breve tempo, i sedimenti terrigeni li avrebbero sepolti preservandoli dalla decomposizione. I processi di conservazione di questi materiali vegetali sono praticamente simili a quelli che si verificano nelle torbiere.
Le argille, essendo sedimenti impermeabili all'aria, ricoprirono velocemente i vegetali (e gli eventuali organismi animali morti) creando un ambiente di seppellimento anaerobico, ostico a batteri e a microrganismi, con l'effetto di interrompere ed impedire i naturali processi di decomposizione.
Il legname seppellito non subì, quindi, il normale decadimento biologico; non venne, cioè, come più spesso accade, trasformato in humus, ma rimase perfettamente conservato per tempi lunghissimi in una sorta di mummificazione naturale.
Durante il seppellimento il copioso materiale ligneo rimase sempre in un ambiente umido dove, per via di trasformazioni chimiche, i tronchi, le radici e i ceppi assunsero superficialmente una colorazione bruno-nerastra, carboniosa, mentre quelli più leggeri, come le foglie, andarono spesso incontro a una totale ossidazione e presero quindi una tinta marrone-rossiccia.
Ceppi di cospicue dimensioni, grazie all'azione erosiva di varie piene durante le quali la Stura si è scavato una specie di canyon profondo 7/8 metri circa, sono oggi particolarmente visibili. Attualmente i resti fossili più significativi si trovano nel comune di Nole, al confine con Cirié, osservabili sia in riva destra che in riva sinistra. 
Si vedevano un tempo spessi livelli di legno fossile nerastro al di sopra e in mezzo agli strati argillosi e numerosi ceppi, principalmente di Glyptostrobus, sino a 2/3 metri di diametro che spuntano dai depositi di lignite o dai sedimenti argilloso-limosi, nei quali affondano ancora le loro vetuste radici. Attualmente (2012) i resti sono solo parzialmente visibili.
Le limpide, azzurre acque del torrente scorrendo in questo preistorico ambiente danno luogo, a tratti, a cascatelle. Tutto questo è effimero e durerà soltanto fino alla prossima piena della Stura, quando le occorrenze attualmente visibili saranno sconvolte o comunque modificate.
I vegetali sono perfettamente conservati in tutte le loro caratteristiche. Contengono una grande percentuale di acqua, fatto fondamentale per una loro integra conservazione; infatti se vengono fatti asciugare e non si proteggono con adeguate sostanze si frantumano inesorabilmente.
Al taglio i materiali più spessi danno il classico odore di legno segato e nel fuoco il profumo è quello tipico più una leggera tonalità carboniosa. Gli strati sedimentari dove il legname è in maggiore quantità sono quelli argillosi grigio-verdastri.
Questo si spiega forse con il fatto che questi sedimenti fini hanno fatto parte di stagni e laghetti, dove gli agenti di deposito, cioè le acque, erano molto tranquille e dove le piante si accumulavano in maggior quantità venendo poco alla volta sepolte. Il silt sabbioso e la sabbia, invece, sono indice di corsi d'acqua più veloci, in grado di disperdere più facilmente i materiali.